# Puugutaa
Puugutaa (nach alter Rechtschreibung Pûgutâ; „dessen Teller“) ist eine grönländische Insel im Distrikt Upernavik in der Avannaata Kommunia.

## Geografie
Puugutaa liegt am Nordufer des Ikeq (Upernavik Isfjord) zwischen Sisuarissut im Nordwesten und Maniitsoq im Südosten. Im Norden trennt der Sund Qassersuup Saqqaa die Insel von der Festlandhalbinsel Qassersuaq ab. Größere Nebeninseln sind Aappi im Westen und Aapparsuaq im Südwesten. Die höchste Erhebung ist der Berg Inngik mit einer Höhe von 820 m.

## Archäologische Spuren
In Pussu an der Nordküste der Insel wurden Überreste eines Winterhauses aus kolonialer Zeit, mehrere Zeltringe und Gräber und andere Spuren früherer Besiedelung gefunden.